# David Lloyd (fumettista)
David Lloyd (Enfield, 1950) è un fumettista inglese, conosciuto soprattutto per aver illustrato V for Vendetta, uno dei capolavori dell'acclamato sceneggiatore inglese Alan Moore.
Lloyd Iniziò a lavorare nel mondo dei fumetti nella seconda metà degli anni settanta, lavorando per Halls of Horror, TV Comic e per alcune testate della Marvel Comics. Fu il creatore, insieme allo scrittore Steve Parkhouse, di Nightraven, personaggio dalle forti connotazioni pulp protagonista dell'omonima testata.
Quando Dez Skinn, ex-redattore della Marvel, nel 1982 fondò la rivista Warrior, chiese a Lloyd di creare un nuovo personaggio. Lloyd, insieme ad Alan Moore, diede vita a V for Vendetta, la storia di un terrorista anarchico che, in una Londra distopica, cerca di sovvertire un regime pseudo-Nazista. Lloyd ebbe un ruolo fondamentale nella caratterizzazione del personaggio, cui fece indossare la maschera di Guy Fawkes; inoltre suggerì a Moore di evitare le onomatopee, didascalie, e voci fuori campo.
Lloyd lavorò in seguito a ESPers, con lo scrittore James Hudnall, per la Eclipse Comics; poi si dedicò a Hellblazer sui testi di Grant Morrison e Jamie Delano; a Storie di Guerra, dell'irlandese Garth Ennis, per la DC Comics; e a Global Frequency, di Warren Ellis, per la WildStorm.
Ha anche realizzato la graphic novel Kickback, scritta e disegnata per la casa editrice francese Editions Carabas. In Italia, le opere di David Lloyd sono edite da Magic Press, che oltre a V for Vendetta ha pubblicato Il Territorio. Per Edizioni NPE ha pubblicato i volumi Aces Weekly - Valle delle ombre  e Materia oscura - L'arte di David Lloyd .

## Premi
- Alph-art per il miglior fumetto straniero al Festival d'Angoulême del 1990 con l'albo V for Vendetta